# Słomianka (gmina Tykocin)
Słomianka – wieś w Polsce położona w województwie podlaskim, w powiecie białostockim, w gminie Tykocin.
| SIMC    | Nazwa  | Rodzaj    |
| ------- | ------ | --------- |
| 0043363 | Sępiki | część wsi |

W latach 1975–1998 miejscowość należała administracyjnie do województwa białostockiego.
Wierni kościoła rzymskokatolickiego należą do parafii Matki Bożej Miłosierdzia w Krośnie.